# Ізосафрол
Сафрол — органічна сполука класу фенілпропаноїдів.

## Властивості
Розчинний в етанолі та органічних розчинниках; розчиняється у воді.

## Знаходження в природі
Міститься в іланг-іланговій та деяких інших ефірних оліях.

## Отримання
Отримують при лужній ізомеризації сафролу.

## Застосування
Застосовують як компонент ароматів для мила і парфумерних коспозіцій, але, головним чином, як використовують як сировину для отримання геліотропіну.